# Elaeocarpus thorelii
Elaeocarpus thorelii là một loài thực vật có hoa trong họ Côm. Loài này được Pierre mô tả khoa học đầu tiên năm 1888.